# Mr. Barnes of New York

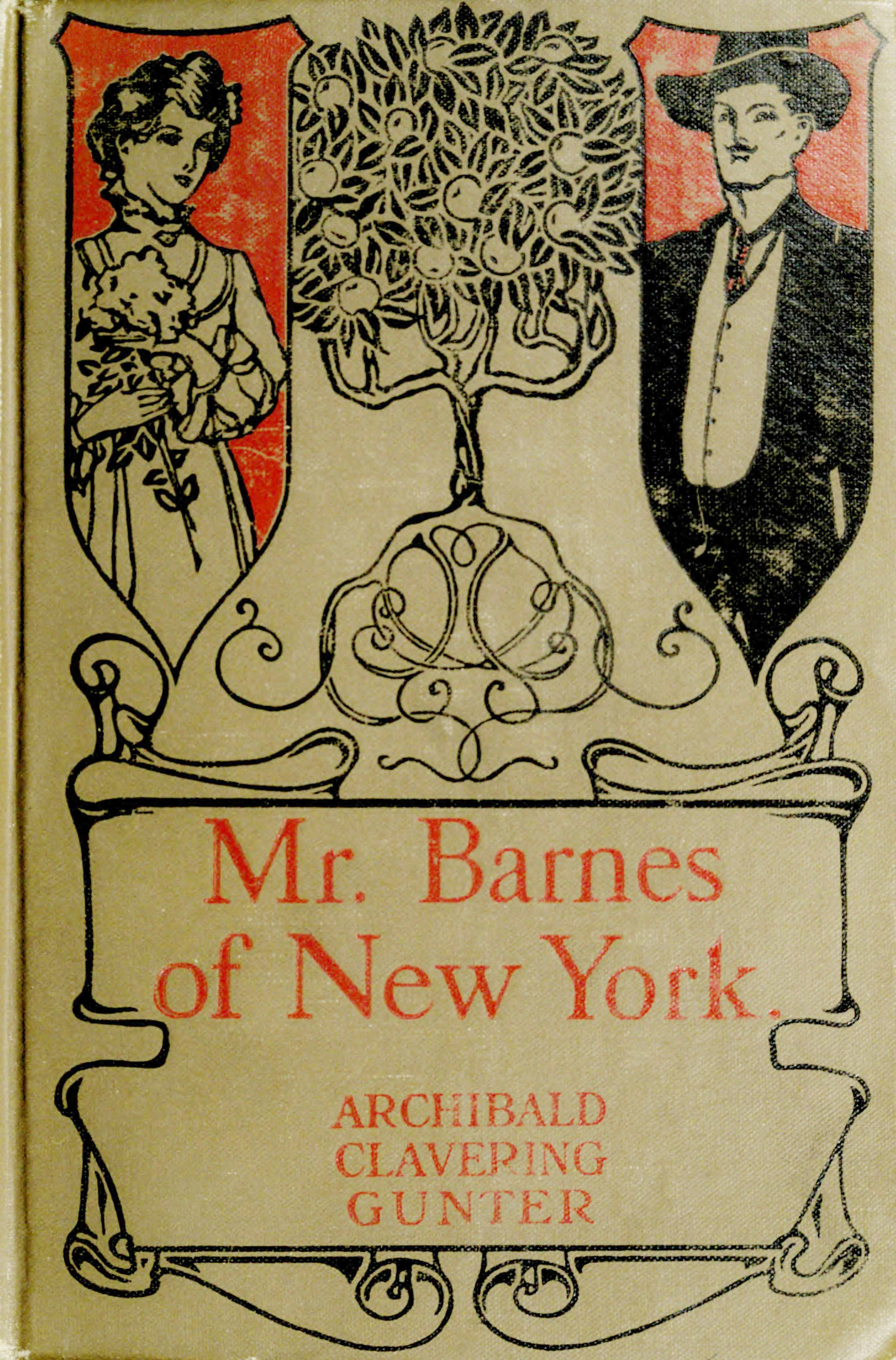
Capa de edição de Hurst e companhia.

Mr. Barnes of New York é um romance publicado em 1887 pelo autor norte-americano Archibald Clavering Gunter, bastante popular em sua época, o que também foi adaptado para uma peça de teatro, em 1888, e, posteriormente, duas versões do cinema mudo.

## Filmes

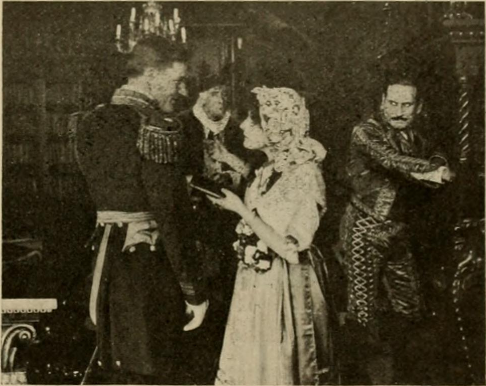
Cena do filme mudo de 1914

O trabalho foi adaptado para o cinema mudo duas vezes, em 1914 e 1922. A versão de 1914 pela Vitagraph Studios, estrelou Maurice Castello como Sr. Barnes e Mary Charleson como Marina. A versão de 1922 contou com Tom Moore, Anna Lehr e Naomi Childers, e foi dirigido por Victor Schertzinger.